# Adler II
Die Adler II ist ein deutsches Ausflugsschiff der Adler-Schiffe GmbH & Co. KG. Aktuell wird das Schiff auf der Eider eingesetzt.

## Geschichte
Die Kiellegung erfolgte am 12. September 1969, der Stapellauf am 24. März 1970 auf der Husumer Schiffswerft. Am 4. April 1970 wurde das Schiff als Adler II mit Heimathafen Nordstrand an Kurt Paulsen (Adler-Schiffe) abgeliefert. Zuerst fuhr es auf Einkaufsfahrten ab Nordstrand. 
Nach der Saison 1971 wurde die Adler II auf ihrer Bauwerft in Husum um 3,3 Meter verlängert, wodurch die Passagierzahl von 140 auf 196 stieg. Im März 1989 erhielt sie eine neue Maschine, wobei das gleiche Modell gewählt wurde.
Im April 1999 wurde die Adler II verchartert und fuhr von Anfang April bis Anfang Oktober zwischen Blankenese und Cranz. 
Nach einer weiteren Vercharterung kehrte das Schiff 2004 nach Nordfriesland zurück. Wieder unter dem Namen Adler II mit Heimathafen Nordstrand fährt das Schiff heute Ausflugsfahrten auf der Eider. Dabei pendelt es meist zwischen Tönning und dem Vorhafen des Eidersperrwerks.